# Karin Metze
Karin Metze (* 21. August 1956 in Meißen) ist eine frühere deutsche Ruderin.
Zunächst spielte Metze recht erfolgreich Volleyball. 1970 und 1971 konnte sie mit ihrer Mannschaft SG Dynamo Meißen Schülermeisterin werden, 1972 Spartakiadesiegerin. Als für die Olympischen Sommerspiele 1976 in Montreal Damenrudern olympisch wurde, wechselte Metze auch Hinweis ihres Trainers 1973 zum Rudersport.
Karin Metze startete nun zunächst für die BSG Einheit Meißen, später für den SC Einheit Dresden, wo sie von Richard Wecke und Dieter Grahn trainiert wurde. Ab 1976 gehörte sie zum Nationalteam der DDR und wurde zunächst im Vierer mit Steuerfrau eingesetzt. Mit diesem Boot gewann sie die erste olympische Goldmedaille im Frauenrudern überhaupt. 1977 wechselte sie in den Achter. 1977, 1978, 1981 und 1982 wurde sie in der Bootsklasse Weltmeisterin, 1978 Vizeweltmeisterin und 1983 Dritte bei den Welttitelkämpfen. In Moskau konnte sie bei den Olympischen Sommerspielen 1980 im Achter ihr zweites Olympiagold gewinnen. Aufgrund des Olympiaboykotts der DDR konnte sie 1984 in Los Angeles nicht an ihren dritten Olympischen Spielen teilnehmen. Der letzte internationale Start war auf dem Rotsee in Luzern. Danach beendete Metze ihre sportliche Karriere. 1976 und 1980 wurde sie mit dem Vaterländischen Verdienstorden in Silber ausgezeichnet. 1984 erhielt sie diesen Orden in Bronze.
Metze ist gelernte Wirtschaftskauffrau und studierte nach ihrer Karriere Ökonomie des Maschinenbaus am Industrie-Institut der TU Dresden. Nach dem Studium wurde sie Sachbearbeiterin in der Personalabteilung in der Heidenauer Maschinenfabrik. 1988 heiratete sie und nahm den Namen ihres Mannes an und bekam 1989 eine Tochter. Mittlerweile lebt sie in Heidenau und arbeitet als kaufmännische Angestellte in einem Telefonbuchverlag in Dresden.